# Ladonia
Ladonia (tiếng Thụy Điển: Ladonien), tên chính thức Cộng hòa Hoàng gia Ladonia (tiếng Thụy Điển: Kungliga Republiken Ladonien), là một vi quốc gia, được thành lập vào năm 1996 sau cuộc đấu tố tòa án kéo dài nhiều năm giữa nghệ sĩ Lars Vilks và chính quyền địa phương về hai tác phẩm điêu khắc. Lãnh thổ được tuyên bố chủ quyền là một phần của khu bảo tồn tự nhiên Kullaberg ở miền nam Thụy Điển.

## Lịch sử
Năm 1980, nghệ sĩ Lars Vilks bắt đầu xây dựng hai tác phẩm điêu khắc, Nimis (tiếng Latinh có nghĩa là "quá nhiều", một cấu trúc làm từ 75 tấn gỗ lũa) và Arx (tiếng Latinh có nghĩa là "pháo đài", một cấu trúc làm bằng đá), trong khu bảo tồn tự nhiên Kullaberg ở tây bắc Skåne, Thụy Điển. Vị trí của các tác phẩm điêu khắc rất khó tiếp cận, và kết quả là chúng đã không được phát hiện trong hai năm, tại thời điểm đó, hội đồng địa phương tuyên bố các tác phẩm điêu khắc là các tòa nhà, việc xây dựng chúng bị cấm trong khu bảo tồn và yêu cầu chúng nên được tháo dỡ và loại bỏ. Bất chấp những cuộc đối đầu với hội đồng địa phương, một tỷ lệ lớn cộng đồng địa phương ủng hộ các tác phẩm điêu khắc, đặc biệt là những người làm việc trong ngành du lịch.
Vilks đã kháng cáo quyết định của hội đồng, nhưng thua cuộc. Ông tiếp tục kháng cáo, và cuối cùng vụ việc đã được chính phủ Thụy Điển giải quyết theo hướng có lợi cho hội đồng. Tuy nhiên, trong thời gian chờ đợi, Nimis đã được các nghệ sĩ Christo và Jeanne-Claude mua lại từ Vilks sau cái chết của Joseph Beuys, người đã mua nó vào năm 1984. Vào ngày 2 tháng 6 năm 1996, để phản đối hội đồng địa phương, Vilks tuyên bố khu vực xung quanh Nimis một quốc gia độc lập, có chủ quyền tên là Ladonia.
Năm 1999, một tác phẩm điêu khắc khác, Omphalos (được đặt theo tên của Omphalos, một bức tượng điêu khắc nhỏ trong ngôi đền ở Delphi, "đánh dấu trung tâm của thế giới"), được tạo ra. Nó được làm bằng đá và bê tông, cao 1,61 mét và nặng một tấn. Quỹ Gyllenstieenska Krapperup, được thành lập để quảng bá nghệ thuật và văn hóa, đã buộc tội Vilks xây dựng tác phẩm điêu khắc này và khiếu nại với cảnh sát, và vào tháng 8 năm 1999, tòa án Skåne đã ra lệnh dỡ bỏ nó. Tổ chức cũng đã yêu cầu dỡ bỏ Nimis và Arx, nhưng tòa án đã ra phán quyết bác bỏ. Quỹ đã kháng cáo quyết định này lên Tòa án Tối cao, tuy nhiên tòa án cũng ra phán quyết bác bỏ. Cảnh sát không thể xác định nhà điêu khắc có phải là Vilks không, nhưng tòa án Skåne cho rằng ông chính là người đó.
Bản thân việc dỡ bỏ Omphalos đã gây tranh cãi. Vilks được lệnh phải tìm cách hợp lý để loại bỏ tác phẩm điêu khắc. Ông đề xuất làm nổ nó vào ngày 10 tháng 12 năm 2001, và nộp đơn lên hội đồng hạt để được phép làm như vậy. Hội đồng hạt đưa ra quyết định vào ngày 7 tháng 12, nhưng giữ bí mật cho đến ngày 10 tháng 12. Vào thời điểm đó, một nghệ sĩ khác, Ernst Billgren, đã mua Omphalos từ Vilks và yêu cầu không phá hỏng nó. Vào những giờ đầu của ngày 9 tháng 12, một chiếc thuyền cần cẩu đã được gửi (bởi DYKMA, theo hợp đồng từ Cơ quan Thực thi) đến địa điểm và dỡ bỏ tác phẩm điêu khắc (với chi phí 92.500 krona, thanh toán cho Vilks). Bất chấp yêu cầu của chủ sở hữu mới, tác phẩm điêu khắc đã bị hư hại do xử lý.
Sau đó, Vilks lại nộp đơn lên hội đồng hạt, xin phép dựng lên một đài tưởng niệm ở vị trí từng có Omphalos. Hội đồng đã cho phép dựng một tượng đài cao không quá 8 cm. Điều này đã được thực hiện một cách hợp lệ và tượng đài được khánh thành vào ngày 27 tháng 2 năm 2002.
Đoàn hát múa Neurobash đã biểu diễn ở Ladonia trong lễ kỷ niệm 10 năm thành lập vi quốc gia này vào năm 2006.

## Chính trị
Ban đầu, chính phủ Ladonia do Nữ hoàng và Tổng thống cùng lãnh đạo. Tổng thống và Phó Tổng thống được bầu chọn ba lần một năm, trong khi Nữ hoàng, một khi đăng quang, sẽ trị vì suốt đời. Bộ trưởng Ngoại giao Vilks thực hiện hoặc giám sát nhiều công việc hàng ngày hoạt động của vi quốc gia, bao gồm xử lý các đơn xin quốc tịch mới và đăng ảnh và các mẩu tin lên "tờ báo" trực tuyến của Ladonia. Các Bộ trưởng Nội các tham gia vào các cuộc tranh luận và bỏ phiếu về các đề xuất thông qua Internet. Nhiều bộ của Ladonia có nội hàm nghệ thuật và những cái tên kỳ quái. Tính đến năm 2018, Nội các Ladonia đã bỏ phiếu sửa đổi hiến pháp để thành lập vị trí Thủ tướng. Các ứng cử viên Thủ tướng sẽ được đề cử và lựa chọn từ các thành viên hiện tại của Nội các. Tu chính án bãi bỏ các chức vụ Tổng thống và Phó Tổng thống. Động thái này được thực hiện như một cách để ngăn chặn gian lận xảy ra trong cuộc bầu cử trước đó.

## Nhân khẩu
Khi Ladonia được thành lập, không có ai sống ở đây. Dù vậy, tính đến năm 2020, đã có 22.858 công dân mang quốc tịch Ladonia đến từ hơn 50 quốc gia. Không có công dân nào cư trú trong lãnh thổ của Ladonia, mặc dù đã có ít nhất một người sống tại đây trong quá khứ. Ladonia cùng tồn tại với tư cách là một lãnh thổ thực tế và một cộng đồng trực tuyến lớn.

## Nimis
Nimis là một loạt các tác phẩm điêu khắc bằng gỗ nằm dọc theo bờ biển trong khu bảo tồn thiên nhiên Kullaberg, thành phố Höganäs, ở phía bắc của hạt Skåne, Thụy Điển. Chúng tạo thành một công trình khổng được kết nối bởi một số tháp gỗ và được cho là chủ yếu được xây dựng từ gỗ lũa.
Chúng được xây dựng bởi nghệ sĩ Lars Vilks vào năm 1980 và là chủ đề của một cuộc tranh chấp pháp lý kéo dài giữa các nhà chức trách Thụy Điển và nghệ sĩ. Vì không được phép xây dựng trên địa điểm trong khu bảo tồn thiên nhiên, chính quyền Skåne đã tìm cách phá bỏ Nimis, mặc dù thực tế nó đã trở thành một điểm thu hút khách du lịch nổi tiếng.
Vị trí của Nimis - không có biển báo chính thức ở Thụy Điển, cũng như không được đánh dấu trên mọi bản đồ, ngoại trừ Google Maps. Nó nằm cách thị trấn Arild vài km về phía tây bắc và xa hơn một chút so với thị trấn Mölle, và chỉ có thể đến được bằng cách đi bộ theo con đường mòn với những chữ N màu vàng được sơn trên cây và hàng rào. Con đường đi qua Himmelstorp, một trang trại thế kỷ 18 được bảo tồn tốt, nhưng nhanh chóng trở thành một con đường dốc và đá leo xuống bờ biển. Được biết, hàng nghìn du khách trong nước và quốc tế đến thăm Nimis mỗi năm, đặc biệt là vào mùa hè.

## Hình ảnh

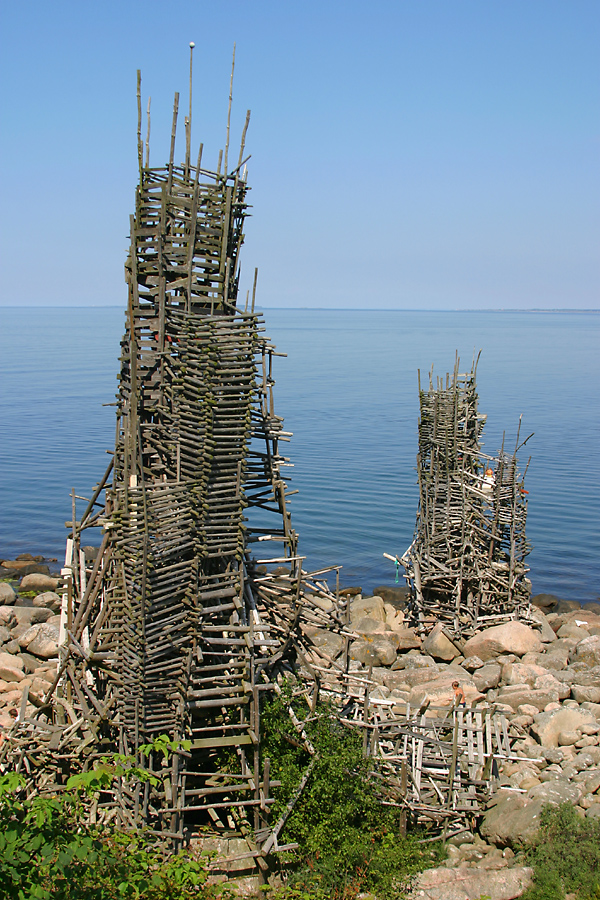
Nimis
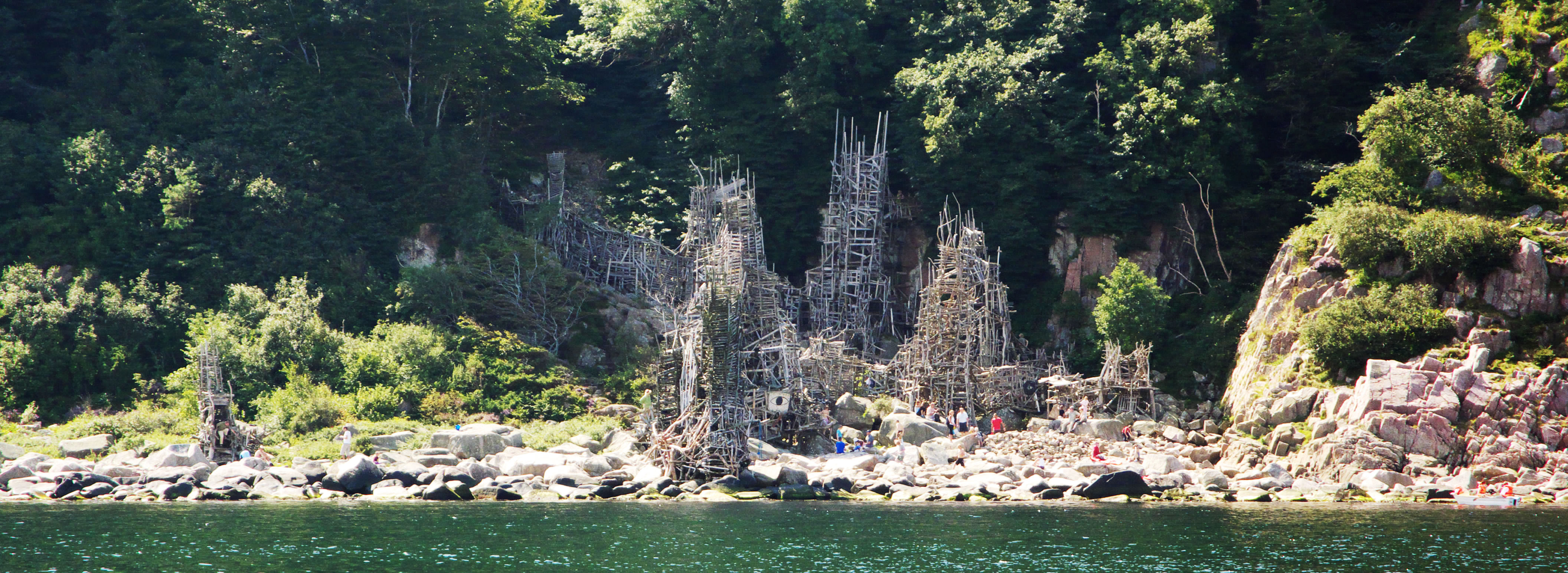
Nimis nhìn từ vịnh biển
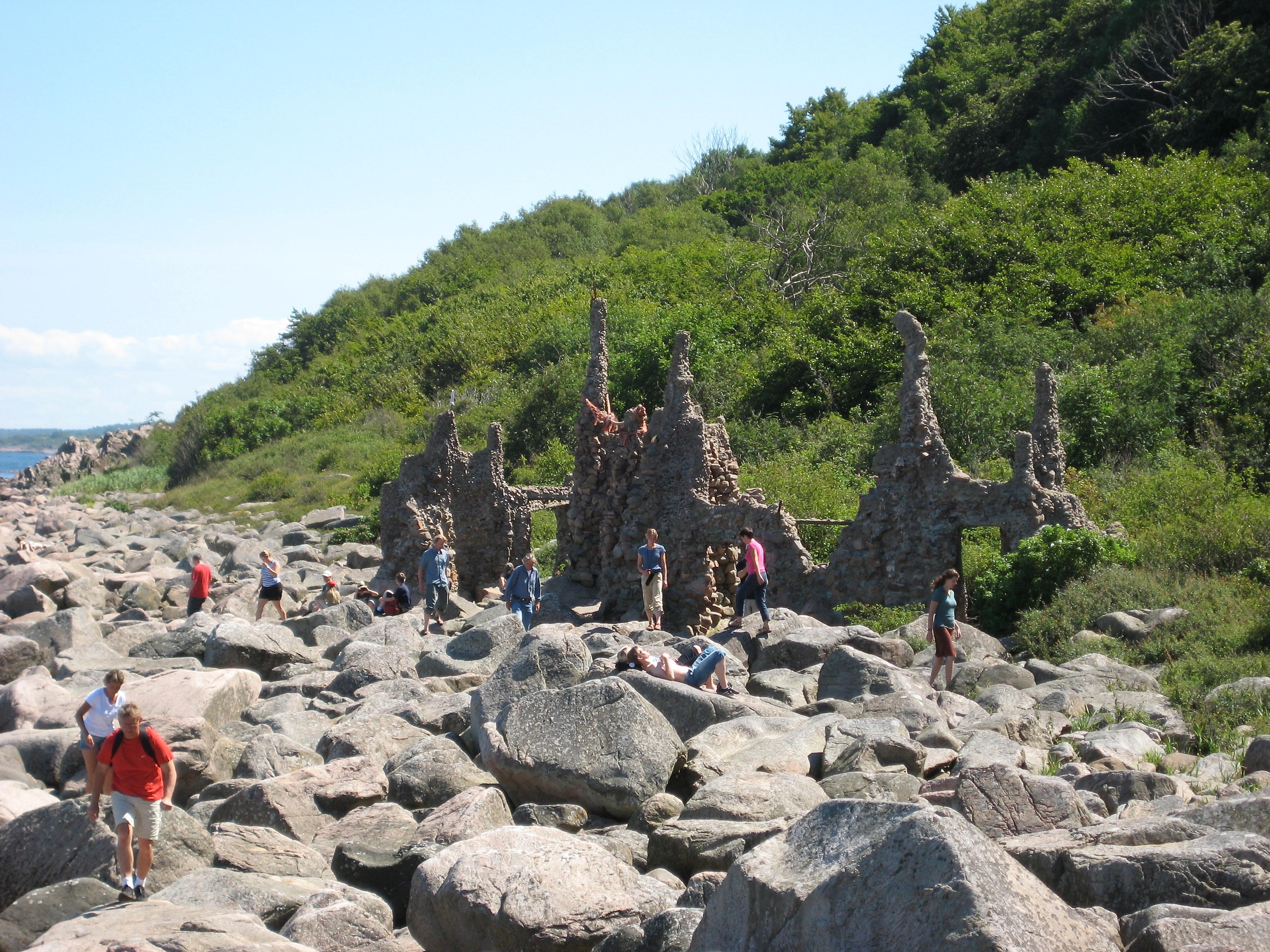
Arx
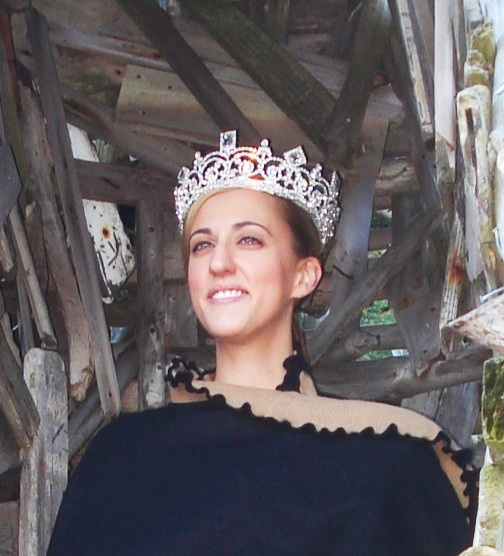
Nữ hoàng Carolyn I của Ladonia sau khi đăng quang
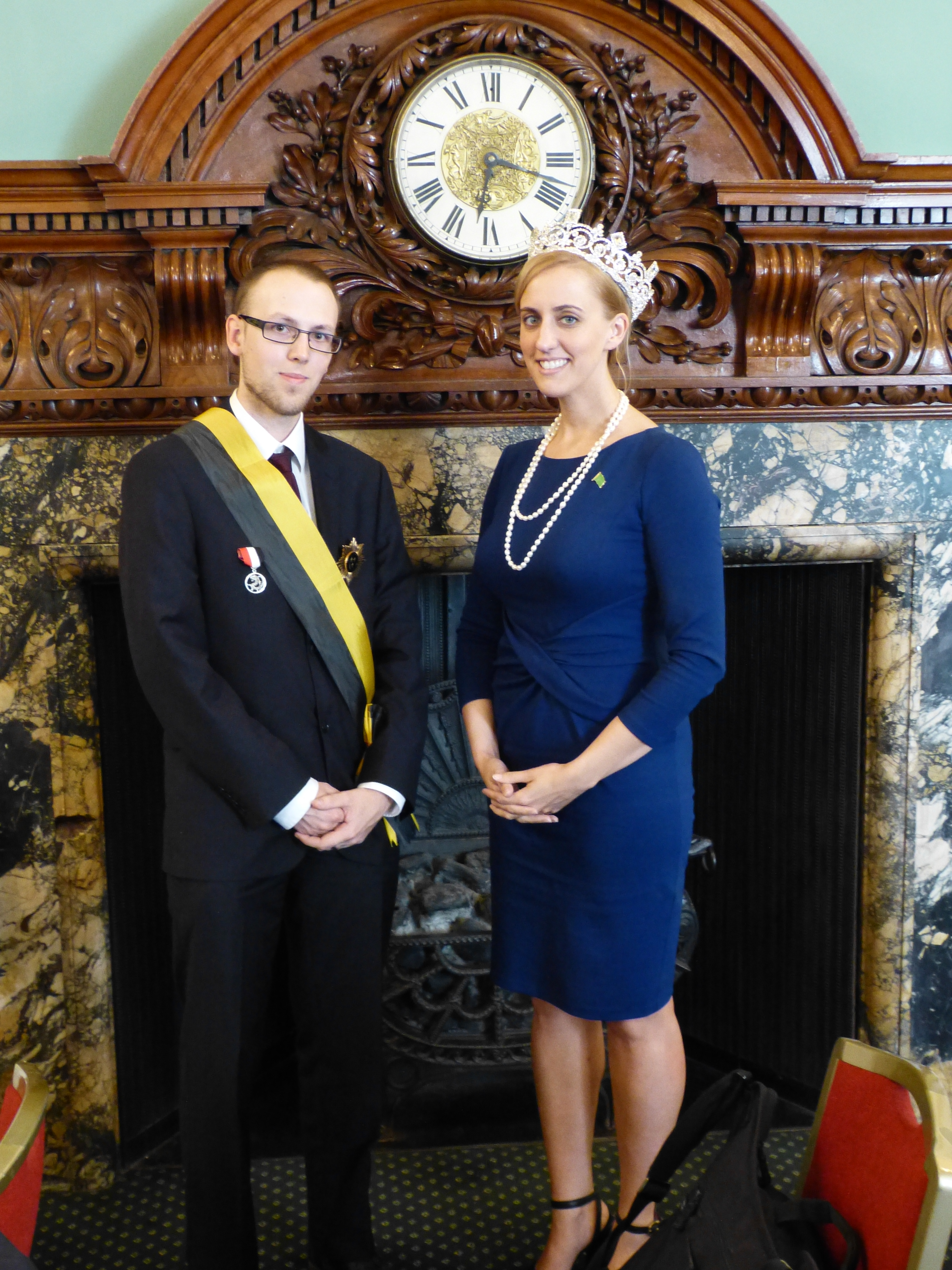
Nữ hoàng Carolyn I và Đại công tước Niels của Flandrensis tham dự một hội nghị vi quốc gia